# Justin Chatwin
Justin Chatwin (Nanaimo, 31 ottobre 1982) è un attore canadese.

## Biografia
Nato nella British Columbia, debutta nel 2001 con un piccolo ruolo nel film Josie and the Pussycats, in seguito partecipa a varie serie tv come Taken e Smallville. Nel 2004 recita nel thriller Identità violate, seguito dal film indipendente Kidnapped - Il rapimento. Ma la grande occasione arriva nel 2005, quando ottiene il ruolo di Robbie, figlio di Ray Ferrier (interpretato da Tom Cruise) ne La guerra dei mondi di Steven Spielberg.
In seguito partecipa ad un episodio di Weeds e ad Ulteriori istruzioni, episodio della terza stagione di Lost. Nel 2007 è protagonista del thriller paranormale Invisible. È uno degli interpreti di Middle of Nowhere, del 2008. Il 15 novembre 2007 viene confermata la sua partecipazione, nel ruolo del protagonista Goku, al film Dragonball Evolution diretto da James Wong e prodotto dalla 20th Century Fox. Dal 2011 al 2015 è stato uno dei personaggi principali della serie televisiva statunitense Shameless.

## Filmografia

### Cinema
- Josie and the Pussycats, regia di Harry Elfont e Deborah Kaplan (2001)
- Identità violate (Taking Lives), regia di D. J. Caruso (2004)
- Un genio in pannolino 2, regia di Bob Clark (2004)
- Kidnapped - Il rapimento (The Chumscrubber), regia di Arie Posin (2005)
- La guerra dei mondi (War of the Worlds), regia di Steven Spielberg (2005)
- Invisible (The Invisible), regia di David S. Goyer (2007)
- Middle of Nowhere, regia di John Stockwell (2008)
- Dragonball Evolution, regia di James Wong (2009)
- Funkytown, regia di Daniel Roby (2011)
- Urge, regia di Aaron Kaufman (2016)
- CHiPs, regia di Dax Shepard (2017)
- In the Cloud, regia di Robert Scott Wildes (2018)
- The Assassin's Code, regia di David A. Armstrong (2018)
- Summer Night, regia di Joseph Cross (2019)
- Die in a Gunfight - Un buon modo per morire (Die in a Gunfight), regia di Collin Schiffli (2021)
- The Walk - La strada della libertà (The Walk), regia di Daniel Adams (2022)
- Reagan - Un presidente sotto i riflettori (Reagan), regia di Sean McNamara (2024)

### Televisione
- Christy, Choices of the Heart, Part II: A New Beginning – miniserie TV, 2 puntate (2001)
- Smallville – serie TV, episodio 1x01 (2001)
- Mysterious Ways – serie TV, episodio 2x12 (2001)
- Demon Town – serie TV, episodio 1x01 (2002)
- Beyond Belief: Fact or Fiction – serie TV, episodio 4x01 (2002)
- Night Visions – serie TV, episodio 1x22 (2002)
- Just Cause – serie TV, episodio 1x07 (2002)
- Taken – miniserie TV, puntate 9-10 (2002)
- Gioventù ribelle (The Incredible Mrs. Ritchie), regia di Paul Johansson – film TV (2004)
- Prodigy – film TV (2004)
- Traffic – miniserie TV, 3 episodi (2004)
- Weeds – serie TV, 3 episodi (2005-2012)
- Lost – serie TV, episodio 3x03 (2006)
- Shameless – serie TV, 40 episodi (2011-2015)
- The Listener - serie TV, 1 episodio (2013)
- Orphan Black - serie TV, 4 episodi (2015)
- American Gothic – serie TV, 13 episodi (2016)
- Doctor Who - serie TV, episodio speciale Il ritorno del dottor Mysterio (2016)
- Another Life – serie TV, 19 episodi (2019-2021)

## Doppiatori italiani
Nelle versioni in italiano nelle opere in cui ha recitato, Justin Chatwin è stato doppiato da:
- Emiliano Coltorti in Weeds, Invisible, The Listener, Shameless, American Gothic, CHiPs, Die in a Gunfight - Un buon modo per morire
- Paolo Vivio in Identità violate, Kidnapped - Il rapimento, Another Life
- Nanni Baldini in Lost
- Francesco Venditti ne La guerra dei mondi
- Marco Vivio in Doctor Who
- Daniele Raffaeli in Dragonball Evolution
- Gianfranco Miranda in Orphan Black
- Andrea Moretti in The Walk - La strada della libertà
- Andrea Beltramo in Reagan - Un presidente sotto i riflettori